# Barbara Metselaarová Bertholdová
Barbara Metselaarová Bertholdová (22. června 1951 Pleißa – 21. září 2024) byla německá fotografka a filmařka.

## Životopis
Bertholdová studovala sociální psychologii v letech 1969 až 1971 na Univerzitě Friedricha Schillera v Jeně. V roce 1971 začala studovat fotografii na Akademii výtvarných umění v Lipsku, kterou ukončila v roce 1976 diplomem. Poté odjela do Berlína, kde pracovala jako fotografka na volné noze.
V roce 1984 se provdala za Holanďana Keese Metselaara a odcestovala z NDR. V letech 1985 až 1989 byla lektorkou a uměleckou pracovnicí včetně působení na Umělecké univerzitě v Berlíně. Poté se zaměřila na produkci dokumentů a video esejí a od roku 1991 pracovala pro různé televizní produkce.
V roce 1996 uvedla na Mezinárodním festivalu dokumentárních a animovaných filmů v Lipsku svůj film „Byli jsme tak šťastní, že jsme byli hrdinové“, za který získala Stříbrnou holubici. V letech 1998–1999 působila Barbara Merselaarová Bertholdová jako lektorka fotografie na Filmové škole TV Babelsberg. Jejich dokumentární projekty byly podpořeny granty z filmu obohacující zemi Meklenbursko-Přední Pomořansko a kulturní propagací ve Svobodném státě Sasko. V roce 2010 obdržela cenu za uměleckou fotografii od berlínského Senátu.
Bertholdová žila v Berlíně a Uckermarku. Zemřela 21. září 2024 ve věku 73 let.

## Výstavy
- Fotowerkstatt Kreuzberg, Berlín 1985
- Stadtstand II, instalace společně s: Hans-Hendrik Grimmling, Lutz Friedel a Martin Steyer, Künstlerhaus Bethanien, Berlín, 1988
- DDR-Frauen fotoren, Haus am Lützowplatz Berlin und im Museum Ludwig, Oberhausen 1990, katalog: Gabriele Muschter, (vyd.): DDR Frauen fotoren. Lexikon und Anthologie, ex pose verlag, Berlín 1990
- Citylights, Alter Wiehrebahnhof Freiburg 1991
- Changeant, intermediales Projekt mit M.-A. Bahra, Anna Werkmeister und Heike Willingham, Waschhaus Potsdam 1994
- V den großen Städten, Galerie argus Fotokunst, Berlín 1996
- Cut/Kire/Schnitt, Galerie Schwarzes Kloster Freiburg, 1998
- Frozen Margaritas, fotografická instalace, Galerie am Prater, Berlín 1999
- Deutsche Tänze, Museum für zeitgenössische Kunst Cottbus, a v Haus am Kleistpark, Berlín-Schöneberg 1999
- Pozice-Postoje-Akce, Foto Bienále Rotterdam (spoluúčast), 2000
- Uvnitř a za zdí (devět německých fotografů) Harbourfront Gallery Toronto, 2004
- Patnáct let po pádu zdi (spoluúčast), Central Library Gallery San Antonio, 2004
- Utopie und Wirklichkeit, Forum für Fotografie Köln a Willy-Brandt-Haus Berlín (spoluúčast), 2004
- Behind Walls, Noorderlicht Photofestival (spoluúčast), Fries Museum, Leeuwarden, 2008
- Art of two Germanys, Losangeleské muzeum umění (spoluúčast), 2009
- Suche, Seele, Suche - zwischen zwei Welten, Galerie argus Fotokunst, Berlín 2010
- Filetstücke - Vexierbilder Berlin Mitte, Ephraim-Palais, Berlín 2010
- 4. Fotofestival, Mannheim Ludwigshafen Heidelberg 2011[3]

## Práce ve veřejných sbírkách
Její díla jsou zahrnuta v následujících sbírkách, mimo jiné:
- Losangeleské muzeum umění, Los Angeles
- Berlinische Galerie, Berlín
- Märkisches Museum, Berlín
- Fotografická sbírka Kunstmuseum des Landes Sachsen-Anhalt, Moritzburg in Halle
- Kunstmuseum Dieselkraftwerk Cottbus

## Filmy
- Staatsbeben, Materialsammlung, (režie, kamera, střih), 1989
- Sonst knallts - die Klappe a Das Haus, umělecká videa, 1989/1990
- Tell me the tales (kamera), Deutscher Fernsehfunk 1991
- Seilfahrten ... relativ extrem (režie, kamera, střih), ZDF Kleines Fernsehspiel, 1993/1994
- Wir wären so gerne Helden gewesen (scénář, režie, kamera, střih) ZDF Kleines Fernsehspiel, 1995/1996
- Frozen Margaritas (scénář, režie, kamera, střih, produkce), 1998/1999
- Insel - Gespräche vor blühender Landschaft (scénář, režie, kamera, střih), 2005
- Audienzen - Strategien der Selbstbehauptung (scénář, režie, kamera, střih), společně s: Tina Bara, 2006/07

## Publikace
- Kratzen am Beton - 68er in DDR?. Verlag Vopelius, Jena 2008, ISBN 978-3939718185.
- Albatros. Vom Abheben, Lukas Verlag, Berlín 2010, ISBN 978-3-86732-094-8